# Hipopituitarismo
Hipopituitarismo é uma doença endócrina caracterizada pela diminuição da secreção de um ou mais dos oito hormônios normalmente produzidos pela glândula pituitária(hipófise), na base do cérebro. Se há diminuição da maioria dos hormônios pituitários, é usado o termo pan-hipopituitarismo (pan, em latim, tudo).
Os sinais e sintomas da doença variam de acordo com os hormônios afetados e a causa primária da anormalidade. O diagnóstico é feito através de exames de sangue, mas geralmente são necessários exames específicos e outras vistorias para que sejam identificadas as causas primárias e o tratamento a ser adotado, assim como nos tumores da glândula pituitária. A maioria dos hormônios controlados pelas secreções pituitárias pode ser reposta por comprimidos ou injeções. O hipopituitarismo é uma doença rara, mas pode ser precisamente pré-diagnosticada em pessoas que já tiveram lesões cerebrais traumáticas. A primeira descrição da doença foi feita em 1914, pelo médico alemão Dr. Morris Simmonds.

## Causas
Existem diversas possíveis causas:
• Problemas congênitos (Síndrome de Simmonds);
• Lesão cerebral.
• Infecção (Encefalite ou meningite).
• Radiação.
• Hemorragia cerebral (AVC).
• Tumor (Adenoma pituitário).
• Hemorragia postparto (Síndrome de Sheenan).

## Sinais e sintomas
Os hormônios da glândula pituitária têm diferentes funções no corpo humano e, portanto, os sintomas do hipopituitarismo dependem de qual hormônio é deficiente. Os sintomas podem ser sutis e a princípio são geralmente atribuídas a outras causas. Na maioria dos casos, três ou mais hormônios são deficientes. O problema mais comum é a insuficiência de hormônio do crescimento (GH), de folículo-estimulante (FSH) e/ou do hormônio luteinizante (LH) levando a anormalidades no desenvolvimento sexual. A deficiência do hormônio do crescimento é mais comum em pessoas com um tumor subjacente do que naquelas com outros problemas.
Ocasionalmente, pode haver sintomas adicionais que surgem de causas primárias; por exemplo, se o hipopituitarismo é devido a um tumor na glândula do hormônio do crescimento, pode haver sintomas de acromegalia (alargamento das mãos e dos pés, má formação da face), e se o tumor é estendido para o nervo óptico ou quiasma, pode haver distúrbios no campo visual. Os tumores pituitários podem ser acompanhados de dores de cabeça, bem como a apoplexia pituitária (infarto ou hemorragia do tumor pituitário). A apoplexia, além de causar dor de cabeça e rápida perda de capacidade visual, pode também ser associada com a visão dupla, caso ocorra compressão dos nervos no seio cavernoso que controlam os músculos dos olhos.  

### Principais hormônios da hipófise
- Adeno-hipófise

Somatotrofina
Adrenocorticotrópico
Hormônio folículo-estimulante (FSH)
Hormônio luteinizante
Prolactina
Tirotrofina
- Neuro-hipófise

Ocitocina
Vasopressina

## Epidemiologia
Um estudo espanhol estimou que 45.5 de cada 100,000 pessoas, com 4.2 novos casos por ano. Desses, 61% foram causados por tumores, 9% por lesão, 19% por outras causas e 11% não tiveram a causa identificada.
Estudos publicados em 2007 mostraram que as pessoas com uma lesão frontal traumática do cérebro, hemorragia subaracnóide (um tipo de acidente vascular cerebral) ou radioterapia envolvendo a cabeça têm um maior risco de hipopituitarismo. Estimam que a incidência aumentaria para cerca de 30 novos casos por ano se os grupos de risco fizessem exames hormonais.

## Tratamento
O tratamento do hipopituitarismo tem três objetivos:
• Tratar a causa primária, em caso de que seja tratável.
• Tratar as deficiências hormonais com substitução hormonal.
• Tratar os sintomas e complicações das deficiências hormonais.
É importante fazer exames cardíacos anuais, pois os riscos de doenças cardiovasculares é entre 50% e 150% maior e mesmo os melhores hormônios artificiais administrados corretamente ainda deixam sintomas. O risco de doenças pulmonares também é maior e as complicações são mais perigosas.